# Albispasset
Albispasset är ett bergspass i Schweiz.   Det ligger i distriktet Bezirk Horgen och kantonen Zürich, nio mil öster om huvudstaden Bern. Albispasset ligger 791 meter över havet. Närmaste större samhälle är Zürich, 10 kilometer norr om Albispasset.